# Caio Santana
Caio dos Santos Santana (San Paolo, 22 marzo 2004) è un calciatore brasiliano, attaccante dell'Estrela Amadora.

## Carriera
Ha iniziato a giocare a calcio nel Lusitânia, per poi passare all'Estrela Amadora nel 2023. Ha debuttato in prima squadra l'11 agosto 2024 nell'incontro di Primeira Liga pareggiato 1-1 contro il Braga.

## Statistiche

### Presenze e reti nei club
Statistiche aggiornate al 30 agosto 2024.
| Stagione        | Squadra         | Campionato      | Campionato | Campionato | Coppe nazionali | Coppe nazionali | Coppe nazionali | Coppe continentali | Coppe continentali | Coppe continentali | Altre coppe | Altre coppe | Altre coppe | Totale | Totale |
| Stagione        | Squadra         | Comp            | Pres       | Reti       | Comp            | Pres            | Reti            | Comp               | Pres               | Reti               | Comp        | Pres        | Reti        | Pres   | Reti   |
| --------------- | --------------- | --------------- | ---------- | ---------- | --------------- | --------------- | --------------- | ------------------ | ------------------ | ------------------ | ----------- | ----------- | ----------- | ------ | ------ |
| 2024-2025       | Estrela Amadora | PL              | 4          | 0          | CP+CdL          | 0               | 0               |                    | -                  | -                  |             | -           | -           | 4      | 0      |
| Totale carriera | Totale carriera | Totale carriera | 4          | 0          |                 | 0               | 0               |                    | -                  | -                  |             | -           | -           | 4      | 0      |